# Thalassa (mythologie)
Thalassa, (Oudgrieks: Θάλασσα; Attisch Oudgrieks: Θάλαττα (thalatta) = "zee"), is een zeegodin uit de Griekse mythologie. 
Ze is een van de Griekse oergoden (protogenoi), bekend als de "vismoeder" of de moeder van alle leven in zee.
Thalassa is de dochter van Hemera en Aether, en personifieert de Middellandse Zee.
Met de god Pontus baarde ze de negen Telchines ("viskinderen"). Thalassa wordt soms ook genoemd als de moeder van Aphrodite.
Een thalassocentrum, waar therapieën met zeewater plaatsvinden, ontleent zijn naam aan deze godin.